# Geoffrey Bibby
Thomas Geoffrey Bibby (* 14. Oktober 1917 in Heversham, England; † 6. Februar 2001 in Aarhus) war ein englischer Archäologe.
Er studierte an der Universität Cambridge Archäologie und arbeitete von 1947 bis 1950 als Mitarbeiter der Iraq Petroleum Company in Bahrain, da er keine Stelle in seinem erlernten Beruf fand. In Bahrain traf er seine zukünftige Frau, die er 1949 heiratete. Über seine Frau lernte er den dänischen Professor Peter Vilhelm Glob kennen und bekam eine Anstellung an der Universität Aarhus in Dänemark. Später wurde er Direktor der Orientalischen Abteilung des dortigen Prähistorischen Museums. Ab 1952 grub er in Bahrain und in anderen Golfstaaten und fand dabei das legendäre Dilmun und andere vorgeschichtliche Kulturen.